# Bosníacs

Bandera dels bosnians musulmans

Els bosníacs (en bosnià: Bošnjak) són un poble eslau del sud que viuen principalment a Bòsnia i Hercegovina i a la regió sandžak de Sèrbia i Montenegro, amb una petita població autòctona també present a Kosovo. Descendents de la població eslava local convertida a l'islam durant el període otomà, els bosníacs estan típicament caracteritzats pel seu lligam a la regió històrica de Bòsnia, amb una llengua i cultura comunes, i a l'adherència tradicional a la religió islàmica.
Hi ha més de dos milions de bosníacs que viuen als Balcans. Els diversos episodis de neteja ètnica han tingut un efecte enorme sobre la distribució territorial de la seva població. Parcialment a causa d'això, existeix una notable diàspora bosníaca en un cert nombre d'estats, incloent-hi Àustria, Suècia, Turquia i els Estats Units. Tant dins de la regió com a l'exterior, els bosníacs es fan notar sovint per la seva cultura diferent, que ha rebut l'impacte de successives civilitzacions tant orientals com occidentals, al llarg de la seva història.
També se'ls anomena "bosnians musulmans", però el terme "bosnià" és una mica imprecís en aquest context, ja que generalment s'utilitza per a designar tots els habitants de Bòsnia i Hercegovina indepentdentment del seu origen ètnic (no sols bosníacs, sinó també serbis, croats o qualsevol altre grup amb presència al país).